# Новгородска митрополија
Новгородска митрополија (рус. Новгородская митрополия) митрополија је Руске православне цркве.
Образована је одлуком Светог синода од 28. децембра 2011, а налази се у оквиру граница Новгородске области. У њеном саставу се налазе двије епархије: Новгородска и Боровичска.